# Прапор Бостона
Прапор Бостона (англ. Flag of Boston City) - один з офіційних символів міста Бостон. 
Прапор представлений блакитним полотном, із зображеною на ньому печаткою Бостона. Часто колір полотна буває більш темного синього кольору або може бути бірюзовим. 
Прапор був вперше представлений в 1913 році, але офіційно було затверджено лише в 1917.